# Pétrusse
Pétrusse är ett vattendrag i Luxemburg. Det ligger i den södra delen av landet.
Runt Pétrusse är det i huvudsak tätbebyggt. Runt Pétrusse är det tätbefolkat, med 343 invånare per kvadratkilometer.